# Samsung Galaxy (chytrý telefon)
Samsung GT-I7500 Galaxy je chytrý telefon vytvořený společností Samsung. Byl oznámen 27. dubna 2009 a vydán 29. června 2009. Byl to první telefon od Samsungu, který používal jako operační systém Android, a zároveň první zařízení v řadě Galaxy. Jeho nástupcem je Samsung Galaxy S.

## Specifikace

### Procesor
Samsung Galaxy má procesor ARM 11 s frekvencí 528 MHz.

### Grafická karta
Samsung Galaxy používá jako grafickou kartu Adreno 130.

### Paměť
Samsung Galaxy má k dispozici 128 MB RAM.

### Úložiště
Samsung Galaxy má 8 GB interního úložiště, které jde rozšířit s microSDHC kartou na 32 GB.

### Displej
Samsung Galaxy má 3,2 palcovou (81,28 mm) dotykovou AMOLED obrazovku s rozlišením 320x480 pixelů a ~180 DPI.

### Kamera
Samsung Galaxy má zadní 5MP kameru s automatickým zaostřením a LED bleskem, která může fotit v rozlišení 2560x1920 pixelů.

### Připojení
Samsung Galaxy podporuje připojení 3G a 3.5G s maximálními rychlostmi 5,76 Mbit/s a 7,2 MBit/s, WiFi v802.11 b/g, Bluetooth 2.0, GPS a WAP 2.0. Obsahuje konektory 3,5mm jack a USB 2.0.

### Software
Samsung Galaxy bylo vydáno s Android 1.5 Cupcake. V některých zemích byly dostupné aktualizace na Android 1.6 Donut.
Zařízení nabízí řadu aplikací od Googlu, včetně Google Search, Gmailu, YouTubu, Kalendáře Google, Google Mapy a Google Talk. Na Android Market byla dostupná beta verze Spotify.

## Přijetí
Zařízení bylo přijato se smíšenými reakcemi. Gareth Beavis z TechRadar udělil 3,5 hvězdiček z 5 a podotkl, že hlavní spásou zařízení je fakt, že jako operační systém má Android. Duncan Geere od Pocket-lint udělil skóre 3,5/5 a pochválil obrazovku, operační systém a úložiště, ale zkritizoval baterii a klávesnici. Jonathan Bray z Alphr udělil 3 hvězdičky z 5 s tím, že zařízení je příliš drahé.
Zařízení bylo kritizováno za použití Android 1.5 místo Android 2.0. 21. listopadu 2009 byla zahájena online petice pro aktualizaci systému, která měla ke květnu 2015 přes 8000 podpisů.